# 유럽비버
유럽비버 또는 유라시아비버(Castor fiber, 영어: europe beaver 또는 eurasian beaver)는 유라시아에 서식하는 비버의 일종이다. 몸길이 60-73cm, 꼬리길이 33-44cm, 몸무게는 20-27kg 정도이다. 몸빛깔은 밤색에서 옅은 검은색까지 변화가 많다. 외형은 거대한 땅다람쥐와 비슷하지만 귀는 작고 꼬리는 배의 노와 같이 편평하고 비늘로 덮여 있다. 머리는 넓적하고 턱이 크고 강하다. 둥근 귀와 작은 콧구멍은 물이 들어가지 않도록 굳게 닫을 수 있다. 눈에는 세 개의 눈꺼풀이 있으며, 투명한 속눈꺼풀이 아래로 내려 있어 물 속에서도 앞을 볼 수 있으며, 땅에서는 나무를 자를 때 날카로운 가지에 눈이 찔리지 않게 보호해준다.
비버는 시력이 좋지 않지만 예민한 후각과 청각을 이용하여 위험에 대처한다. 이빨은 스무 개인데, 앞니가 매우 강하여 지름이 30cm인 나무를 10-15분 내에 갉아 쓰러뜨릴 수 있다. 뒷발에는 물갈퀴가 발달되어 있다. 수중생활에 뛰어나며 댐을 만드는 것으로 유명하다. 하천이나 늪에 살며, 하천 가까운 곳에 있는 나무를 갉아 넘어뜨린 다음 쌓인 흙이나 돌을 첨가하여 댐을 만든다. 댐의 높이는 일정하고 댐의 길이는 20-30m가 보통이나 때에 따라서는 650m나 되는 것도 있다. 보금자리는 완성된 못의 중앙에 있는데, 나무·돌·흙 등으로 섬을 만들고 그 위에 보금자리를 만든다. 보금자리는 수면보다 약간 높은 곳에 위치하며 규모가 커서 사람이 똑바로 서서 들어갈 정도의 것도 있다. 큰 하천이나 늪에 사는 개체는 늪기슭에 터널을 파고 그 깊은 곳에 보금자리를 만든다. 출입구는 항상 수면 밑에 만들기 때문에 외적에 대해서 안전하다.
암수 한 쌍과 두 살 아래의 새끼들이 한 가족을 이루어 생활한다. 봄에 2-8마리의 새끼를 낳으며 임신기간은 60-128일이다. 야행성으로 해질 무렵부터 아침까지 활동하며 먹이는 나무껍질·나뭇잎·새싹 등인데 겨울에는 연못 가운데 저장해 둔 나무껍질을 먹는다. 행동범위의 여기저기에 항문에서 나오는 냄새를 배게 하여 다른 비버의 침입을 방지한다. 천적은 스라소니, 늑대, 불곰, 울버린이다. 외적에 대해서는 매우 민감하여 수면을 꼬리로 두드려서 800m 이상 떨어진 동지들에게 위험신호를 보낸다. 모피의 질이 좋아 대량 남획한 결과 멸종 위기에 놓여 있었으나 현재는 보호되어 개체수가 증가하고 있다.